# Ainhoa Larrañaga
Ainhoa Larrañaga Arrizabalaga (Hernani, Guipúzcoa, 30 de junio de 2000) es una cantante y actriz española.
Es conocida desde que es joven por su primer trabajo en las tres temporadas de la serie de televisión Goǃazen, interpretando el personaje Eli. 
Hasta ahora, ha tenido apariciones en series nacionales como Servir y proteger, El internado: Las Cumbres, Intimidad, Apagón. Su primer papel recurrente ha sido el de Julia Guijarro en La que se avecina. Su última aparición ha sido en la miniserie de movistar +Querer de la directora Alauda Ruiz de Azua, con el personaje de Marta.
En 2020 presentó su primer disco con temas propios, Eskuminak y en 2024 sacó su segundo álbum Medusa .

## Biografía
Nació en Hernani, estudió en el instituto local Hernani BHI. Canta desde niña, y fue alumna de la Escuela de Música de Hernani, con el profesor Joxean Goikoetxea.
Entre otros trabajos que ha realizado durante su carrera musical, cantó en la obra Adiorik gabe organizada por Donostia Kultura con motivo de la Capitalidad Europea de la Cultura de 2016, y colaboró en algunas canciones del disco Lurra, Ur, Haize de 2017 del grupo Alboka.
Durante el año 2019 ofreció varios conciertos para presentar su trabajo en solitario, uno de ellos en el Festival de Jazz de Donostia. El 5 de febrero de 2020 publicó el disco, llamado Eskuminak, y lo presentó el 8 de febrero en el teatro Doka de Donostia. Para realizar este proyecto, contó con la ayuda de Iker Lauroba (contrabajo y sintetizador), Garazi Esnaola (pianista), Amaia Miranda (guitarrista) y Haritz Lauroba (batería).
En 2020 regresó a la serie de televisión Goǃazen para episodios especiales llamados  Goǃazen etxean (Go!azen en casa), que trataan de videollamadas entre amigos, debido a la pandemia. También fue estrella invitada en un episodio de la temporada 6.0 de Goǃazen en 2019. 
Interpretó durante varios capítulos el papel de Victoria en la serie de televisión de La 1 Servir y proteger .
Entre sus proyectos más recientes se encuentra la serie de televisión El internadoː Las Cumbres para la plataforma Amazon Prime Video, que se estrenó en febrero de 2021. Durante 2021 continuó su carrera musical, con varios sencillos y colaboraciones. Por otro lado, participó en la grabación de la serie Intimidad TV en la plataforma Netflix, la cual se espera que se estrenó en 2022. A principios de 2022, apareció nuevamente en la serie de televisión Goǃazen, como actriz invitada en la temporada 8.0, la cual a finales de ese mismo año se convirtió en actriz recurrente en la temporada 9.0.
En 2024 participó en el cortometraje Azkena, dirigido por Lorea Lyons y Ane Inés Landeta.

## Vida personal
Actualmente, reside en Madrid.
Mantuvo una relación con el actor Aritz Mendiola durante tres años, hasta 2022. Ambos se conocieron grabando juntos la serie Go!azen y los clubs de fans de ambos los llamaban (shippeaban) "Gareli" (con el hashtag #gareli) en referencia a sus personajes de Gari (Mendiola) y Eli (Larrañaga) en la serie.

## Filmografía

### Televisión
| Año           | Título                    | Papel                    | Cadena          | Notas |
| ------------- | ------------------------- | ------------------------ | --------------- | --- |
| 2015          | Kantugiro                 | Ella misma               | ETB 1           | Competidora |
| 2016-2022     | Goǃazen                   | Dulce Elizondo «Eli»     | ETB 1           | Personaje principal (2016-2019, 36 episodios) - Goǃazen 3.0 (2016-2017, 10 episodios) - Goǃazen 4.0 (2017-2018, 13 episodios) - Goǃazen 5.0 (2018-2019, 13 episodios) Invitada (2019-2022, 11 episodios) - Goǃazen 6.0 (2019, 1 episodio) - Goǃazen etxean (2020, 9 episodios) - Goǃazen 8.0 (2022, 1 episodio) |
| 2017-2019     | Bagoǃaz                   | Coach invitada           | ETB 1           | 3 episodios |
| 2018          | Go!azen 2018              | Ella misma               | ETB 1           | Sesión especial de Nochebuena |
| 2019          | Go!azen 2019              | Ella misma               | ETB 1           | Sesión especial de Nochebuena |
| 2019-2020     | Gure kasa                 | invitada (ella misma)    | ETB 1           | 3 programas |
| 2020          | Feliz 2020                | Ella misma               | ETB 1           | Sesión especial de Nochebuena |
| 2020          | Servir y proteger         | Victoria Gargallo López  | TVE             | Elenco recurrente; 21 episodios |
| 2021          | El internadoː Las Cumbres | Yolanda Pascual Ledesma  | Prime Video     | 1 episodio |
| 2022          | Intimidad                 | Chica                    | Netflix         | 1 episodio |
| 2022-presente | La que se avecina         | Julia Guijarro Garmendia | Prime Video     | Elenco principal; 12 episodios (temporadas 13-15) |
| 2024          | Querer                    | Marta                    | Movistar Plus+  | Elenco recurrente; 2 episodios |
| 2025          | Desaparecido              | María                    | ETB 1 / Netflix | Elenco principal; 8 episodios |

### Cine
- 2024, Azkena, dir. Lorea Lyons y Ane Inés Landeta.

### Musicales
- Teatro Goǃazen 4.0 (2017-2018), teatro musical basado en la serie de televisión.
- Teatro Goǃazen 5.0 (2018-2019), teatro musical basado en la serie de televisión.

### Otros
- Crush to Crush (2018). Campaña de BBK .
- Spot "Etorkizuna dugu irabazteko"(2018), de  Gure Esku Dago (cadena humana).

## Discografía

### Solos
- Eskuminak (2020)
- Medusa (2024)

### Colaboraciones
- "Lurra, Ur, Haize" -  de Alboka Lurra, Ur, Haize (2017), Aztana. Alboka, Joxan Goikoetxea, Alan Griffin, Petti, Xabi San Sebastián & Ainhoa Larrañaga
- "Ontzi zahar batean" - Udazkena de Iker Lauroba (2018), Audiovisuales de Sarrià
- "Quédate" - Capitán Tortuga (2019)
- "Esazu hitz bat" - Euskaraldia -  Aiora Renteria, Petti, Maddalen Arzallus, Andoni Egaña

### Récords de la serie de televisión Goǃazen
- Ongi etorri Basakabira (Bienvenidos a Basakabi) (Goǃazen 3.0, 2016)
- Berriz uda! (Otra vez verano!) (Goǃazen 4.0, 2017)
- Ondo pasatzera gatoz (Venimos a divertirnosǃ) (Goǃazen 5.0, 2018)